# Zdzisław Szlapkin
Zdzisław Szlapkin (ur. 18 stycznia 1961 w Chodzieży) – polski lekkoatleta, chodziarz.

## Osiągnięcia
Zawodnik MKS Noteć Chodzież i Olimpii Poznań. Podopieczny trenerów: Krzysztofa Kisiela, Marka Kasprzyka i Eugeniusza Ornocha. Olimpijczyk z Seulu. Mistrz kraju w chodzie na 20 km (1988) oraz 8-krotny halowy mistrz Polski w chodzie na 10000 i 5000 metrów. Wielokrotny rekordzista Polski na dystansach od 5 do 20 km - w hali, na bieżni i szosie. W 1988 zdobył Złote Kolce, pomimo iż nie osiągnął spektakularnego sukcesu rangi międzynarodowej (w HME w Budapeszcie zajął 5. miejsce i była to jego najlepsza lokata w imprezach rangi mistrzowskiej).

## Rekordy życiowe
- 5000 m (bieżnia) – 18:42,6 s. (6 sierpnia 1988, Lublin) – 2. wynik w historii polskiej lekkoatletyki[1]
- 10 000 m (bieżnia) – 39:42,64 s. (10 września 1988, Stargard Szczeciński) – 6. wynik w historii polskiej lekkoatletyki[1]
- 20 km (szosa) – 1:20:52 s. (19 czerwca 1988, Warszawa) – 11. wynik w historii polskiej lekkoatletyki[1]